# Il 7º giurato
Il 7º giurato ( Le septième juré) è un film francese del 1962 diretto da Georges Lautner. Il film è basato sull'omonimo romanzo di Francis Didelot.

## Trama
In un momento di follia un rispettabile farmacista uccide una giovane donna che stava prendendo il sole in riva al lago. Incapace di prendere atto di ciò che ha fatto, fugge dalla scena del delitto e si comporta come se nulla fosse accaduto.